# NGC 427
NGC 427 je galaksija u zviježđu Kipar.

## Vanjske poveznice
- SEDS: NGC 427